# Động đất Van 2011

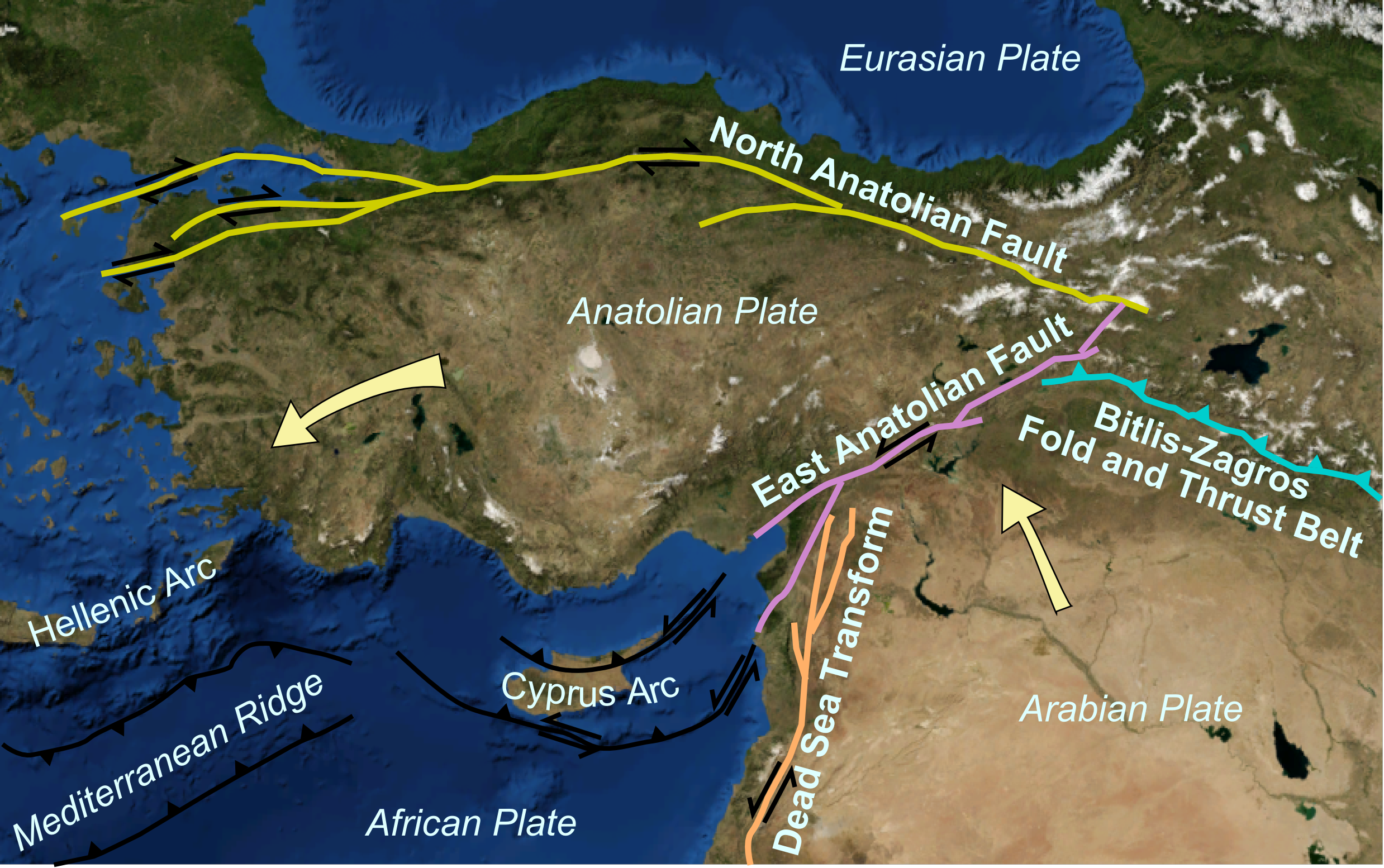
Bản đồ phay đứt gãy xung quanh mảng Anatolia ở Thổ Nhĩ Kỳ, bao gồm vành đai nếp gấp và xô đẩy Zagros kéo dài đến Iran.

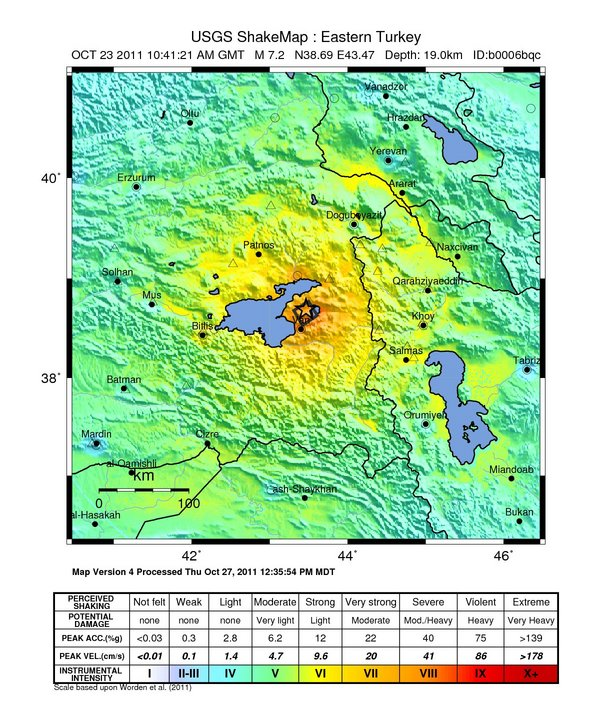
Bản đồ địa chấn USGS trận địa chấn Van

Trận động đất Van là một trận động đất có cường độ 7,2 độ Richter ở miền đông Thổ Nhĩ Kỳ, gần Van ở miền đông Thổ Nhĩ Kỳ vào lúc 13:41 giờ địa phương ngày 23 tháng 120 năm 2011, có thể đã khiến cho từ 500-1000 người thiệt mạng. Trận động đất có tâm chấn nằm ở độ sâu 20 km.
Reuters trích phát biểu của Tổng giám đốc đài quan sát Kandilli, Mustafa Erdik tại cuộc họp báo: "Chúng tôi ước tính khoảng 1.000 tòa nhà bị thiệt hại và hàng trăm nhân mạng đã chết, có thể khoảng 500-1000 người".
Hơn 20 cơn dư chấn đã xảy ra sau đó khiến những người dân càng thêm hoảng loạn. Tại thành phố Hakkari cách Van 100 km về hướng nam, một tòa nhà đã cảm nhận được sự rung lắc trong vòng 10 giây khi trận động đất diễn ra, nhưng chưa có báo cáo thương vong.

## Địa chất
Cường độ của trận động đất là 7.2 (Mw) trận động đất xảy ra trong nội địa vào ngày 23 tháng 10 năm 2011 lúc 13:41 giờ địa phương, tâm chấn khoảng 16 km (9 dặm) phía bắc-đông bắc của thành phố Van của Thổ Nhĩ Kỳ và ở độ sâu trọng tâm khoảng 20 km (12,4 dặm). Khu vực trọng tâm của nó và nằm phía đông Thổ Nhĩ Kỳ về phía biên giới phía nam của khu vực phức tạp của các lục địa va chạm giữa các mảng Ả Rập và các mảng Âu-Á, vượt ra ngoài phạm vi phía đông của khu lỗi Anatolian. Một phần của sự hội tụ giữa hai mảng này diễn ra cùng lần vành đai nếp gấp và xô đẩy Bitlis Zagros. Cơ chế trọng tâm của trận động đất cho thấy lực đẩy xiên đứt gãy, phù hợp với kiến tạo dự kiến trong khu vực này.
Do cường độ lớn và độ sâu, trận động đất tạo ra một chuyển động mặt đất đáng kể trên một khu vực rộng lớn. Các rung động dữ dội cường độ MM IX trên thang Mercalli xuất hiện ở Van, mặc dù cường dộ của các cơn địa chấn phổ biến mạnh đến mạnh liệt (MM VI-VIII) được quan sát thấy ở nhiều khu vực nhỏ hơn và ít dân cư xung quanh tâm chấn. Các rung động mặt đất nhẹ hơn những vẫn cảm thấy sự (MM V-III) lây lan nhiều xa hơn trong khu vực, mở rộng vào các nước xung quanh như Armenia, Azerbaijan, Georgia, Iran, Iraq và Syria.. Theo Viện địa vật lý Israel, cơn động đất được người ta cảm thấy đến tận Tel Aviv.

## Ảnh hưởng
Trận động đất và dư chấn của nó gây ảnh hưởng nhiều ở phía đông Thổ Nhĩ Kỳ, làm sụp đổ hàng chục tòa nhà và chôn vùi nhiều nạn nhân dưới đống đổ nát. Erciş, một thị trấn gần Van, ảnh hưởng nặng nhất bởi các chấn động mạnh, ít nhất 25 tòa nhà bị phá hủy, 45 người tử vong, và 156 bị thương xảy ra chỉ riêng tại Erciş, ít nhất 15 người đã được xác nhận đã chết, và hàng chục các tòa nhà đã bị phá hủy. Sân bay Van Ferit Melen đã bị hư hỏng, nhưng các báo cáo trái ngược nhau được đưa ra: Theo NTV, các máy bay đến sân bay này đã được chuyển hướng đến các thành phố lân cận, trong khi theo Thông tấn xã Anatolia, trận động đất không làm gián đoạn giao thông hàng không.
Số người chết lên đến con số 138 người mười hai giờ sau khi trận động đất, nhưng người ta lo ngại rằng một ngàn người đã có thể thiệt mạng.

## Phản ứng quốc tế
Liên minh châu Âu và NATO bày tỏ lời chia buồn của họ và NATO đề nghị giúp đỡ. Síp Thổ Nhĩ Kỳ cũng gửi lời chia buồn. Tổng thống Armenia Serzh Sargsyan gửi lời chia buồn của mình đến Tổng thống Thổ Nhĩ Kỳ Abdullah Gül của Thổ Nhĩ Kỳ và đề nghị giúp đỡ ngay lập tức. Tổng thống Hoa Kỳ Barack Obama nói: "Chúng tôi kề vai sát cánh với đồng minh Thổ Nhĩ Kỳ trong thời gian khó khăn này và đã sẵn sàng để hỗ trợ các nhà chức trách Thổ Nhĩ Kỳ" trong một tuyên bố.
Armenia, Azerbaijan, Bulgaria, Trung Quốc, Đan Mạch, Georgia, Germany, Hy Lạp, Hungary, Iran, Ireland, Israel Nhật Bản, Kosovo, New Zealand, Pakistan, Ba Lan, Hàn Quốc, Thụy Điển, Thụy Sĩ, Ukraine, Vương quốc Anh và Hoa Kỳ cũng cung cấp viện trợ Thổ Nhĩ Kỳ sau trận động đất. Tính đến 23 tháng 10, Thổ Nhĩ Kỳ đã từ chối viện trợ cung cấp từ Israel và vẫn chưa trả lời đối với đề nghị cung cấp viện trợ từ hầu hết các quốc gia với các trường hợp ngoại lệ là láng giềng Azerbaijan với các nhân viên cứu trợ đến các khu vực bị ảnh hưởng ngay sau động đất.